# Фокін Михайло Михайлович
Михайло Михайлович Фокін (23 квітня (5 травня) 1880 — 22 серпня 1942) — російський і американський соліст балету й хореограф, який уважається засновником сучасного класичного романтичного балету.

## Дитинство
Михайло Михайлович Фокін народився в купецькій родині. Мати дуже любила театр і сама у свій час мріяла про сцену, але її сценічне життя не склалося й усю свою пристрасть і любов до театрального мистецтва вона передала своїм дітям. Михайло ріс красивим, високим і талановитим хлопчиком, й уся сім'я вважала, що балетна сцена буде найкращим майбутнім для нього. Але голова сімейства, купець Фокін, вважав це заняття недостойним чоловіка та заборонив сину займатися танцем. Але в 1889 році мати відвела Михайла в Імператорську балетну школу Санкт-Петербурга на вступні іспити, приховавши це від голови сімейства, куди його й зарахували. Батькові прийшлося змиритися з цим.
Навчався Фокін у Павла Ґердта, Платона Карсавіна, Миколи Леґата. В академії велику увагу приділяли професійній підготовці та майже весь час відводили на репетиції, усі інші предмети вважались другорядними.
Михайло Михайлович уже з перших років робив успіхи в навчанні, що, у свою чергу, не заважало йому цікавитися малюванням і музикою: навчився грі на балалайці, скрипці й піаніно; У музеї Ленінградського хореографічного училища збереглося декілька художніх робіт Фокіна, створених у реалістичному ключі. Також він брав участь у різних музичних гуртках, навіть грав у відомому на той час оркестрі народних інструментів В. Андрєєва.
Перший виступ на великій сцені відбувся в 1890 році в балеті «Спляча красуня» в номері дитячих танців. А в 1892 році він був учасником прем'єрного показу «Лускунчика».

## Маріїнський театр
У 1898 році, тільки-но закінчивши академію, був прийнятий до Маріїнського театру одразу як соліст. Він виконував сольні партії в різних класичних балетах: «Спляча красуня», «Пахіта», «Корсар» і в інших. Проте наростання задоволеності у класичному танці змусило його навіть подумувати про те, щоб залишити театральну сцену заради малювання й музики. Переломним виявився 1902 рік, коли йому запропонували стати вчителем ув Імператорській балетній школі, де він міг почати реалізувати свої революційні ідеї. Ця подія й повернула молодому хореографу бажання продовжувати балетну діяльність.
У 1904 році Фокін написав лист у Дирекцію Імператорських театрів, у якому були окреслені основні шляхи перетворення класичного танцю:
Замість традиційного дуалізму, балет повинен гармонічно поєднати три найважливіших елементи — музику, декорації та пластичне мистецтво… танець повинен піддаватися осмисленню. Рухи тіла не повинні опускатися до банальної пластики… Танець повинен відображати душу. Лист залишився без відповіді, але це не заважало Фокіну ставити свої сценічні експерименти — у нього були потужні захисники Олександр Бенуа й навіть Маріус Петіпа, чию художню манеру він так настирливо відхиляв. Це, проте, не заважало йому відноситися до Петіпа з більшою повагою.
Ретельно вивчивши історію мистецтва й танцю Давньої Греції, Фокін створив балет «Ацис і Галатея», у якому зміг частково реалізувати свої ідеї. Прем'єра спектаклю відбулася 20 квітня 1905 року й була одобрена художньою громадою.
Наступною роботою, що закріпила успіх, стала постановка в 1906 році шкільного спектаклю «Сон у літню ніч» за Шекспіром. У залі були присутні критики й художники з об'єднання «Світ мистецтва» і вони справді оцінили яскраву індивідуальність, смак і стиль Фокіна. У тому ж році артистами балету була запропонована ідея створення благотворчого спектаклю, ідея була прийнята й Фокін поставив «Виноградну лозу» Антона Рубінштейна.
У наступному році ним були поставлені «Евніка», «Шопеніана», «Павільйон Арміди» і «Помираючий лебідь».
У 1908 у співпраці з деякими  поставив балет «Єгипетські ночі» на сюжет новели Теофіля Ґотьє 'Ніч у Єгипті'.

## Російські сезони
У 1908 році Олександр Бенуа представив молодого хореографа Сергію Дягілєву, який захоплювався Фокіним. До того часу Дягілєв уже показав Європі російську оперу, живопис і композицію. Великий митець після абсолютного успіху більш традиційних видів мистецтв усерйоз думав про балет, котрий у Європі був уже майже забутий. І він, побачивши у Фокіні свого однодумця, запросив його у свій балет як балетмейстера. У 1909 році Фокін прийняв запрошення Сергія Дягілєва відправитися до Парижу та стати хореографом Російського балету. У цьому ж році вже раніше показані роботи Фокіна в Маріїнському театрі Дягілєв везе до Парижу. Успіх був абсолютним, й учасники дягілєвської трупи на чолі з Фокіним — Анна Павлова, Тамара Карсавіна, Вацлава Ніжинський стали всесвітньо-відомими.
Кожен рік Дягілєв вимагав від своєї трупи нових постановок і в 1910 році Парижу були представлені «Жар-птиця», «Шехеразада», повернута на свою історичну батьківщину «Жізель».
Серед наступних робіт Фокіна можна виокремити «Петрушку» (1911), «Бачення троянди» (1911), «Тамар» (1912) і «Дафніс и Хлоя» (1912).
Проте наростання напруги між Дягілєвим і Фокіним призвело, врешті-решт, до розриву. Дагілєв уважав, що Фокін почав повторюватися, у той час як він потребував нових ідей і форм. Михайло Михайлович, у свою чергу, зауважував: «Про яке мистецтво може йти мова, коли єдина ціль — провокації!» Потайки від Фокіна, Дагілєв почав просувати свого улюбленця Вацлава Ніжинського як хореографа, доручивши йому постановку «Посляполудневого відпочинку Фавна». Більш того, Дагілєв доручив підняти завісу на спектаклі «Дафніс і Хлоя» на 30 хвилин раніше, а публіка зайняла свої місця лише до середини спектаклю. Про подальше співробітництво не могло бути й мови.
Після розриву з «Російськими сезонами» Фокін повернувся до Маріїнського театру, але звичної йому свободи він там не відчув і в 1914 погодився повернутися в «Російські сезони», куди його знову запросив Дагілєв через те, що Ніжинський мав піти, тому що Дагілєв не міг пробачити таємниче вінчання з угорською балериною Рамолою Пульською під час гастролів у Буэнос-Айресе. У «Російських сезонах» Фокін поставив «Метелика» Шумана, «Золотого півня» Римського-Корксакова, «Мідаса» Штейнберга й «Легенду про Йосифа» Штрауса. Успіх усіх тих постановок був досить помірним. Сезон 1914 року виявився останнім для співробітництва Фокіна й Дягілєва. Сергій Павлович ще робив спроби повернути великого хореографа, але Фокін розпрощався з «Російським Балетом» назавжди.

## Пізня творчість

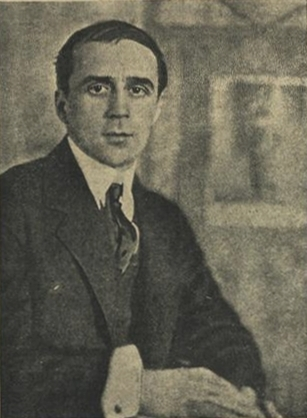
Фокін у 1914

З 1914 по 1918 рік Фокін знову працював у Маріїнському театрі. Там він здійснив багато постановок, серед яких «Сон» М. Глінки, «Стєнька Разін» А. Глазунова, «Франческа да Ріміні» П. Чайковського, танці в більшості операх. Найбільш удалими стали балети «Ерос» Чайковського й «Арагонська хотя» Глінки.
Після Жовтневої реполюції Фокін надав перевагу еміграції й поїхав з сім'єю в Стокгольм. Там він пробув до 1919 року та здійснив постановку «Петрушки». У тому ж році отримав доленосну пропозицію переїхати до США, яке і прийняв.
У 1921 році в Нью-Йорку Фокін відкриває першу в США балетну школу. У 1930 році він спробував свої сили в Голівуді, але пісня перших кінематографічних експериментів продюсери назвали його кінострічки «занадто художніми».
Останнє десятиліття творчої діяльності Фокіна характеризується відродження класичної хореографії одночасно із занепадом творчої діяльності. Балетів, схожих на «Петрушку» чи «Шопеніану» він уже не створював. У цьому періоді можна виділити лише балети «Паганіні» (1939) на музику С. Рахманінова й «Російського солдата» С. Прокофьєва (1942). Помер Михайло Михайлович 22 серпня 1942 року, залишив після собою 70 балетів і славу головного романтика балетної сцени.

## Значення особистості
Фокін здійснив прорив у розумінні драматургії танцю. Він одним із перших реалізував ідеї, висказані ще у 18 столітті Ж. Ж. Новерром, з'єднавши у своїх балетах танець, музику й образотворче мистецтво, опираючись на естетику умільців. Він зрікся тяжковагомості балетних спекталів 19 століття, протиставивши їм короткі одноактні імпресіоністичні балети, такі як «Бачення троянди» або «Сільфіди». Підхоплений загальноєвропейською течією до драматизації та створення на театральній спеці реалістичних образів, Фокін намагався це перетворити на балетному майданчику. Він спростовував естетику Петіпа, доходячи у своїх балетах до натуралізму Антуана. Так, в одній зі сцен балету «Ніч у Єгипті» героїня Анни Павлової грає зі змією. Фокін захотів провести цей трюк із живою змією, але та виявилася поганою актрисою — раз охопивши руку вона більше не захотіла рухатися. У своїх найкращих балетах він наділяв кожного героя особливою пластичною мовою, що розкривала сутність персонажа. Трагедія Петрушки, таємничість Жар-птиці, казковість Золотого Раба — буквально кожен зі створених ним образів у період свого творчого розквіту 1907–1912 років являє собою закінчене й витончене творіння балетного генія Фокіна. Саме у Фокінських балетах розкрився ще один великий геній балету — Вацлав Ніжинський, котрий своєю творчістю та фокінською хореографією перевернув уявлення та значення чоловічого танцю в балеті. До цього балет уважався більшою мірою жіночим ремеслом. Ніжинський затьмарив навіть Анну Павлову, змусивши її покинути Дягілєвську антрепризу. Своєю творчістю Фокін дав потужний імпульс розвиткові танцю як у Росії, так і в Європі, проклавши хлях від академічного танцю до вільного.

## Библіографія
- 1981 — Михайло Фокін. «Проти течії» = Сценарії й задуми балетів. Статті, інтерв’ю й листи / Ю.И.Слонімський, Г.Н.Добровольська, П.С.Лінде, А.Г.Мовшенсон, Н.П.Рєне-Рославлєва, Г.В.Томсон. — переклади: Л.А.Лінькова, Ю.А.Добровольська, В.М.Павлоцький. — Петербург : "Искусство", 1981. — Т. 2-ге видання. — 510 с. — 30 000 прим.
- Добровольська Г. Михайло Фокін. Російський період. — СПб. : Гіперіон, 2004. — 496 с. — ISBN 5-89332-099-9.